# Mohammad Reza Khanzadeh
Mohammad Reza Khanzadeh Darabi (en persa: محمدرضا خانزاده دارابی; Teherán, Irán, 11 de mayo de 1991) es un futbolista iraní. Se desempeña como defensa en el Tractor Sazi FC de la Iran Pro League.

## Selección nacional
Ha sido internacional con la selección de fútbol de Irán en 13 ocasiones y convirtió un gol.

### Participaciones en Copas del Mundo
| Mundial                        | Sede  | Resultado      | Partidos | Goles |
| ------------------------------ | ----- | -------------- | -------- | ----- |
| Copa Mundial de Fútbol de 2018 | Rusia | Fase de grupos | 0        | 0     |

### Participaciones en Copas Asiáticas
| Copa                             | Sede      | Resultado        | Partidos | Goles |
| -------------------------------- | --------- | ---------------- | -------- | ----- |
| Campeonato Sub-19 de la AFC 2010 | China     | Fase de grupos   | ?        | ?     |
| Campeonato Sub-22 de la AFC 2013 | Omán      | Fase de grupos   | ?        | ?     |
| Copa Asiática 2015               | Australia | Cuartos de final | 0        | 0     |

## Clubes
| Club                   | País  | Año       |
| ---------------------- | ----- | --------- |
| Rah Ahan FC            | Irán  | 2009-2012 |
| Persépolis FC          | Irán  | 2012-2015 |
| → Zob Ahan FC (cedido) | Irán  | 2013-2014 |
| Foolad FC              | Irán  | 2015-2016 |
| Siah Jamegan AK FC     | Irán  | 2016-2017 |
| Padideh FC             | Irán  | 2017-2018 |
| Al-Ahli SC             | Catar | 2018-2019 |
| Tractor Sazi FC        | Irán  | 2019-     |

## Palmarés

### Campeonatos nacionales
| Título     | Club            | País | Año  |
| ---------- | --------------- | ---- | ---- |
| Copa Hazfi | Tractor Sazi FC | Irán | 2020 |